# Rohne (Helme)
Die Rohne ist ein ca. 19 km langer Nebenfluss der Helme im sachsen-anhaltischen Landkreis Mansfeld-Südharz und im thüringischen Kyffhäuserkreis.

## Verlauf

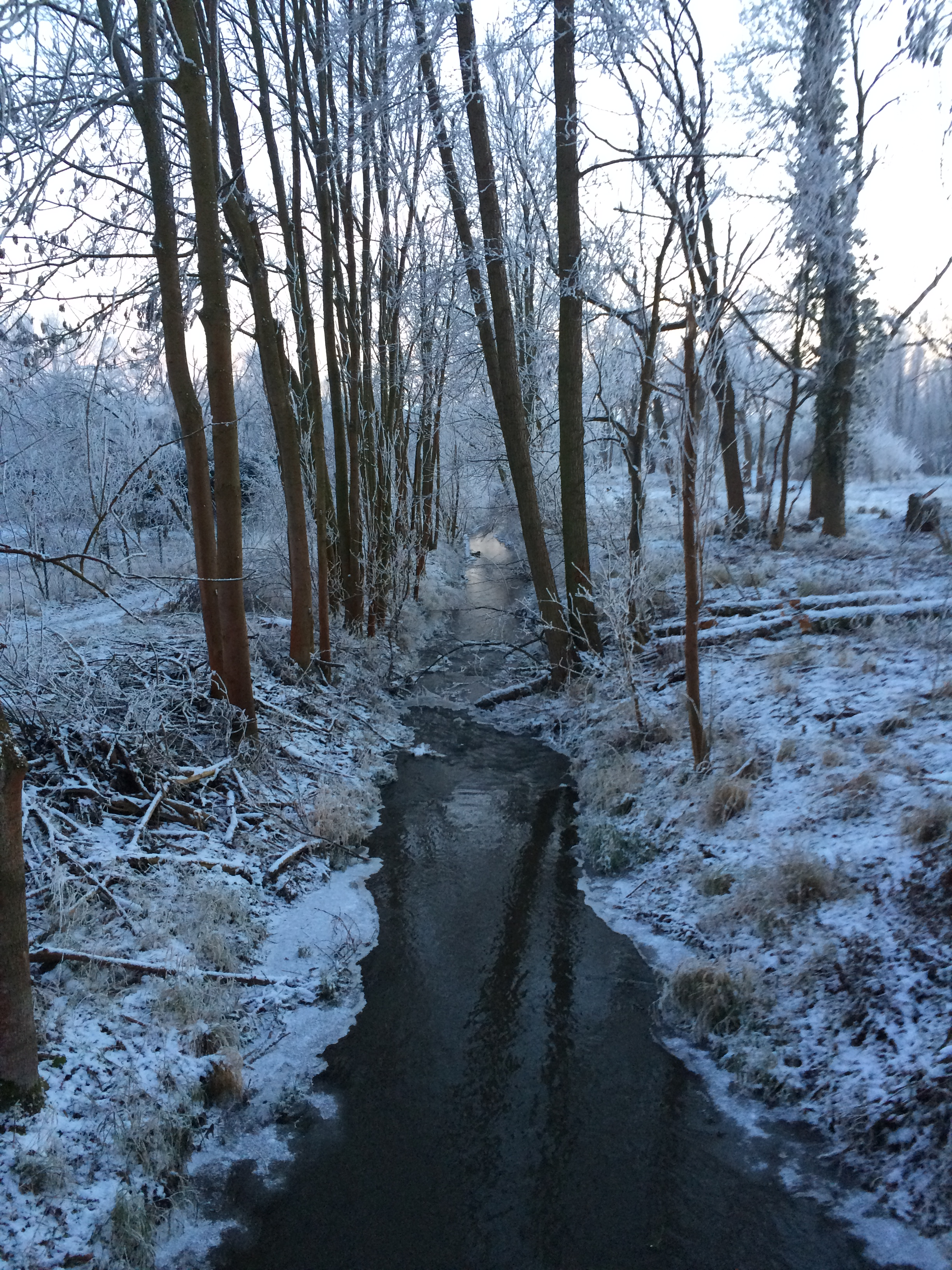

Sie entspringt in Klosterrode südöstlich von Blankenheim als Ackerstalgraben. Ab dem Dorfteich von Klosterrode führt das Gewässer ständig Wasser und spätestens an der Mündung des Kuhfassgrabens (von links) heißt es auch traditionell Rohne. Ab Bornstedt wurde es zum Betrieb von Mühlen genutzt.
Bei  Osterhausen biegt der Fluss aus südöstlicher in südwestliche Richtung. Außerdem mündet an dieser Stelle der Rainbach aus Osten ein. Südlich von Osterhausen überquert die Bundesautobahn 38 das Flüsschen, das nun durch die so genannte Rohneniederung fließt, vorbei an den Dörfern Einsdorf und Mittelhausen, dann wird Wolferstedt tangiert, hier mündet der aus Norden kommende Westerbach ein. Westlich der Mündung vertieft sich das Tal der Rohne, es begrenzt hier die Pfalz Allstedt von einer Seite. Als Nächstes wird die einzige Stadt, Allstedt durchquert. In der sogenannten Diamantenen Aue mündet sie gegenüber der Dammmühle in Mönchpfiffel-Nikolausrieth auf 120,5 m ü. NHN von links in die Helme, 200 m südlich der thüringischen Grenze.